# Giuseppe Bergomi
Giuseppe Bergomi (sinh 22 tháng 12 năm 1963 tại Milan) là một cựu cầu thủ bóng đá người Ý, người đã dành cả sự nghiệp thi đấu của mình cho câu lạc bộ Inter Milan. Ông cũng là thành viên chủ chốt của đội tuyển Ý trong hai thập niên 1980 và 1990. Ông được người hâm mộ yêu mến gọi là Lo zio (chú nhóc) bởi vì ông tham gia World Cup 1982 khi mới 18 tuổi. Ông còn có biệt danh là Capitano (đội trưởng) vì nhiều lần đeo băng đội trưởng đội tuyển quốc gia. Bergomi cũng được xem là một trong những hậu vệ xuất sắc nhất của Ý từ trước đến nay.

## Sự nghiệp câu lạc bộ
Bergomi xuất hiện lần đầu ở Inter Milan mùa bóng 1980/81 khi mới 17 tuổi. Ông chơi cho Inter 19 mùa bóng nhưng chỉ giành được Scudetto 1 lần duy nhất và giành được 3 cúp châu Âu.

## Sự nghiệp đội tuyển
Bergomi tham gia 3 kỳ World Cup với đội tuyển quốc gia. Tại World Cup 1982 ông đã giành được cúp vàng khi mới 18 tuổi. World Cup 1990 ông cùng đội tuyển Ý giành được hạng 3 trên sân nhà. Tại Euro 1988 Bergomi có mặt trong đội hình đội tuyển Ý vào đến trận bán kết nhưng bị thua Liên Xô. Sau một thời gian không được gọi vào đội tuyển quốc gia Bergomi bất ngờ được gọi lại vào đội tuyển tham dự World Cup 1998. Ông giải nghệ năm 1999 khi 36 tuổi. Bergomi đã thi đấu cho The Azzurri 81 trận và ghi được 6 bàn thắng. Hiện ông đang làm việc tại kênh truyền hình vệ tinh Sky Italia và bình luận các trận đấu của Ý tại World Cup 2006 cùng với Fabio Caressa.

## Tôn vinh
Ông được Pele đưa vào danh sách 125 cầu thủ vĩ đại còn sống của bóng đá thế giới vào tháng 3 năm 2004.

## Danh hiệu
- Cúp bóng đá Ý: 1982
- Vô địch World Cup: 1982; hạng 3: 1990
- Vô địch Serie A: 1989
- Siêu cúp bóng đá Ý: 1989
- Cúp UEFA: 1991, 1994, 1998;